# Heinrich Baumann (Politiker)
Heinrich Baumann (* 16. Februar 1930 in Roßdorf; † 7. März 2009) war ein deutscher Politiker (SPD) und Abgeordneter des Hessischen Landtags.

## Ausbildung und Beruf
Heinrich Baumann machte nach dem Abitur von 1949 bis 1952 eine Ausbildung als Redakteur beim Darmstädter Echo und arbeitete anschließend im erlernten Beruf. Von 1952 bis 1956 studierte er Wirtschafts- und Sozialwissenschaften an der Universität Frankfurt am Main und schloss das Studium 1956 als Diplom-Volkswirt ab. Anschließend arbeitete er von 1956 bis 1961 wieder als politischer Redakteur beim Darmstädter Echo.
Von 1961 bis 1967 war er Pressereferent des Hessischen Ministers des Innern und dort seit 1962 zugleich Fachreferent in der Landesplanungsabteilung. 1968 wurde er Bezirksplaner beim Regierungspräsidenten Darmstadt. 1981 wurde er Vorstandsmitglied der HEGEMAG in Darmstadt.

## Politik
Heinrich Baumann war seit 1951 Mitglied der SPD und war für seine Partei bis 1956 Gemeindevertreter und von 1960 bis 1973 Mitglied des Kreistags Darmstadt Land, wo er ab 1964 die SPD-Fraktion führte. Von 1973 bis 1977 war er Landrat des Kreises Darmstadt. Nach seinem Ausscheiden wurde er 1977 erneut in den Kreistag gewählt.
Vom 17. April 1968 bis zum 2. Mai 1973 war er Mitglied des Hessischen Landtags. Mit dem Amtsantritt als Landrat schied er aus dem Parlament aus. Nachrücker war Karl Schneider.
1969 war Baumann Mitglied der 5. Bundesversammlung.